# 안양종합운동장
안양종합운동장(安養綜合運動場, Anyang Stadium)은 대한민국 경기도 안양시에 있는 스포츠 시설이다. 1986년 6월 30일에 개장했으며, 주경기장은 천연잔디 필드와 우레탄 트랙이 갖춰진 경기장이다. 그 외 다목적 체육관, 빙상장, 보조경기장, 테니스장, 씨름장, 수영장으로 구성되어 있다.

## 주경기장
관중석 17,143석(수용인원 25,000명) 규모로 다목적경기장인 주 경기장은 공인 1종 경기장이며, 평소엔 주로 축구 경기장으로 사용된다. 과거 K리그 안양 LG 치타스가 2004년 연고지를 서울로 옮기기 전까지 홈구장으로 사용하였던 곳이며, 1997년 5월 야간조명이 설치됐는데 이 과정에서 당시 안양종합운동장 주경기장을 홈구장으로 사용한 안양 LG 치타스가 같은 달 22일 울산 현대 호랑이와 처음으로 홈경기를 치렀고 이 시즌부터 LG는 본격적으로 안양을 홈거지로 삼았으며 전년도에는 동대문운동장에서 대부분 홈경기를 치르기도 했다. 2013년 FC 안양이 창단하면서 홈구장으로 사용하고 있다.

## 실내체육관
안양체육관은 KBL 안양 KGC인삼공사의 홈구장으로 사용중이다

## 빙상장
빙상장은 아시아리그 아이스하키 HL 안양의 홈구장으로 사용중이다.

## 그 외 시설
종합운동장에는 보조경기장, 테니스장, 씨름장, 수영장이 포함되어 있다. 경기장 외벽에 있는 암벽등반시설은 무료로 이용 가능하다.

## 주 경기장
좌석수 17,143석(수용인원 25,000명)이며, 공인 1급 경기장이다.

## 기록

### 1988년 대통령배 국제축구대회
| 날짜     | 팀 1         | 스코어 | 팀 2              | 라운드 |
| -------- | ------------ | ------ | ----------------- | ------ |
| 6월 20일 | 이라크       | 3 - 1  | 힘나시아 라플라타 | D조    |
| 6월 20일 | 대한민국 B팀 | 1 - 2  | 헝가리            | D조    |

### 1989년 대통령배 국제축구대회
| 날짜     | 팀 1          | 스코어 | 팀 2                    | 라운드 |
| -------- | ------------- | ------ | ----------------------- | ------ |
| 6월 18일 | 브뢴뷔 IF     | 1 - 2  | 체코슬로바키아          | B조    |
| 6월 18일 | 대한민국 화랑 | 1 - 2  | 클루브 나시오날 데 풋볼 | B조    |

## 참고 문헌
- 〈안양종합운동장〉. 《두피디아》. 두산.
- 《전국 공공체육 시설 현황 (2017년말 기준)》. 대한민국 문화체육관광부. 2019.
- 《2019년 전국 공공체육시설 현황 (2018년말 기준)》. 대한민국 문화체육관광부. 2020.
- 《2020년 전국 공공체육시설 현황 (2019년말 기준)》. 대한민국 문화체육관광부. 2021.
- 《2023 전국 공공체육시설 현황 (2022년 12월말 기준)》. 대한민국 문화체육관광부. 2024.

## 같이 보기
- 안양체육관